# サマー・グロー
サマー・リン・グロー（Summer Lyn Glau、1981年7月24日 - ）はアメリカの女優であり、SFシリーズ『ファイヤーフライ 宇宙大戦争』とその続編映画『セレニティー』でのリヴァー・タム役、『ターミネーター:サラ・コナー クロニクルズ』でのキャメロン役で知られる。

## 生い立ち
グローはテキサス州、サンアントニオに生まれ、2人の妹（カイトリンとクリスティ）と共に育った。彼女はスコットランド系アイルランド人とドイツ系の血をひく 。母親は学校の教師であり父親は総合建設業者である 。
グローは奨学金を受けてバレエ団に入り練習のため3歳から12歳まで在宅教育を受けていた。グローはバレエ・ダンサーになるため幼いころから練習を積みタンゴとフラメンコの勉強もした。しかし足の指を骨折しダンサーとしてのキャリアが終わると、2002年にロサンゼルスに移り住み、より積極的に役者の道に入る。

## キャリア
グローの初出演作品はテレビドラマ『エンジェル』のエピソード "舞台袖" である。彼女はここでジョス・ウィードン監督の目にとまり、短命のテレビ・シリーズ『ファイヤーフライ 宇宙大戦争』とその続編映画『セレニティー』で、リヴァー・タムを演じることになる。グローはジョス・ウィードンに出会う以前、『パワーレンジャー・ワイルドフォース』のパワーレンジャーのメンバー役でオーディションを受けている。
グローはテレビシリーズ『コールドケース 迷宮事件簿』のエピソード "ハレー彗星" に出演する。また、映画『スリープオーバー』では小さな役である、シェリーと言う名の高校の先輩を演じる。他にも『CSI』のエピソード "青の衝撃" や『ザ・ユニット 米軍極秘部隊』セカンド・シーズンにクリスタル・バーンズ役で登場する。2006年、グローは『4400 未知からの生還者』のセカンド・シーズン（エピソード "塔" で初登場）で偏執病と統合失調症のテス・ドルナーを演じ、サード・シーズンではたまに登場するようになる。彼女はまた、SF映画『マンモス』にも出演する。グローはABCファミリーのテレビ映画 The Initiation of Sarah にも出演した。

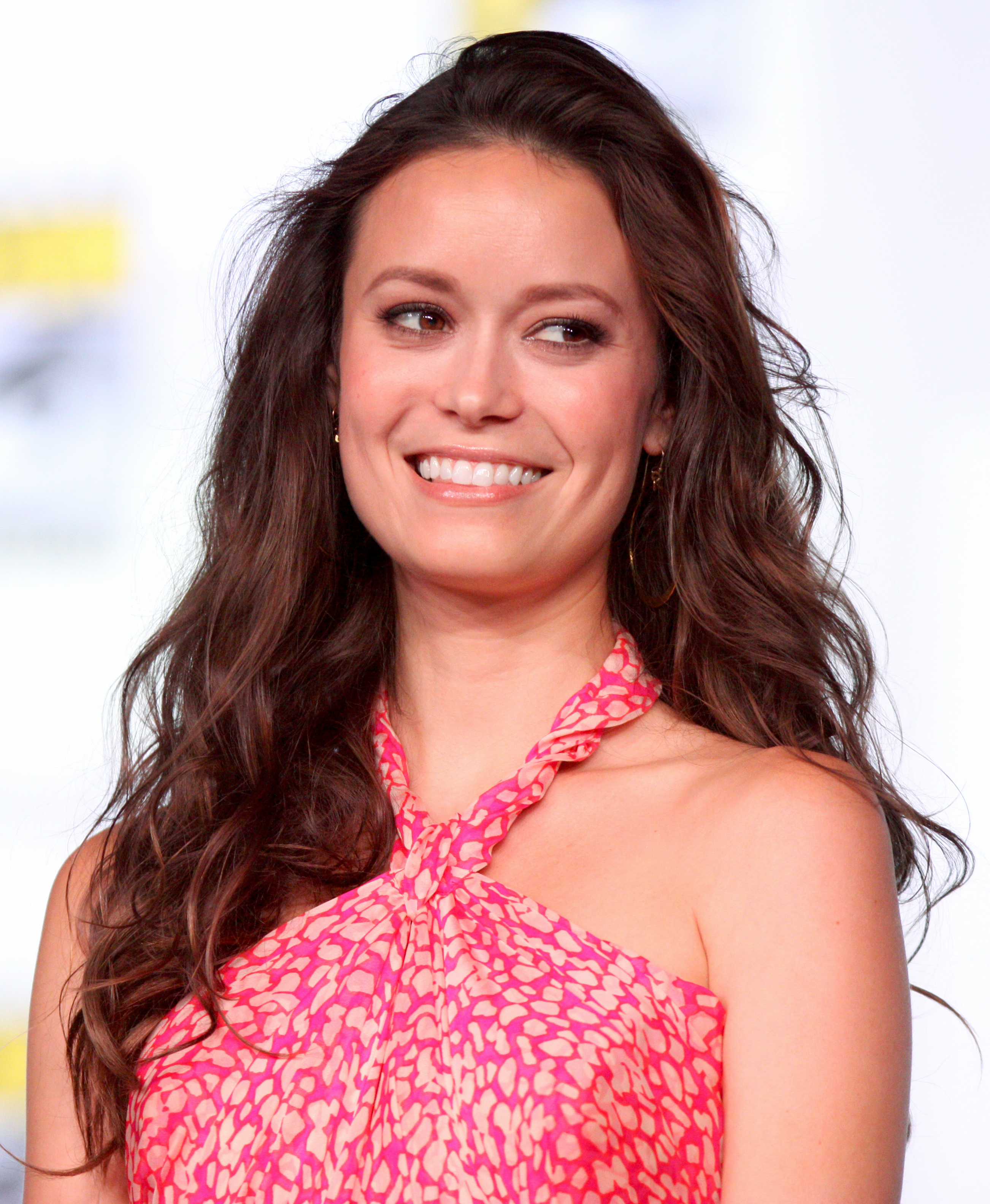
2012年、サンディエゴ・コミコンにおけるグロー

2008年1月13日（日本では2009年6月13日）に始まった『ターミネーター:サラ・コナー クロニクルズ』で、グローはスカイネットからジョン・コナーとサラ・コナーを守るよう再プログラムされたターミネーター・キャメロン・フィリップスを演じる。 "神の手" などを含むこのシリーズの7つのエピソードで、グロー（キャメロンの役）はバレエを踊る。グローはその後、2009年のCBSのシチュエーション・コメディ『ビッグバン★セオリー/ギークなボクらの恋愛法則』のセカンド・シーズンのエピソード "ターミネーター キャメロンVSオタクの法則" にゲスト出演する。
2009年8月26日、それまで多くの憶測が飛び交っていた、グローのジョス・ウィードン作品『ドールハウス』への出演が確認された。セカンド・シーズンの前半に、少なくとも2度出演することが明らかになった。彼女はドールハウスのライバル・プログラマー、ベネットを演じた。
2010年3月12日、NBCの『ザ・ケープ 漆黒のヒーロー』で彼女が主要登場人物を演じることが発表された。2010年6月、ホラー・コメディ映画 Knights of Badassdom への出演が明らかになる。
2011年7月11日、グローは『ALPHAS/アルファズ』にスカイラー・アダムス役で出演する。
グローはDCコミックスのオリジナル・アニメ映画 Superman/Batman: Apocalypse でカーラ・ゾ＝エルの声を務めた。

## 受賞
グローは2005年に「SFXマガジン」で最優秀女優に選ばれ、2005年度サターン賞で、『セレニティー』での演技に対し、助演女優賞を受けている。彼女は次に2006年度エアロック・アルファの最優秀女優賞映画部門を受賞する。
2008年、彼女は『ターミネーター:サラ・コナー クロニクルズ』のキャメロン・フィリップス役で、第34回サターン賞助演女優賞テレビ部門を受賞する。そして同じ役で、スパイクテレビのスクリーム賞最優女優賞SF映画・テレビ部門を受賞する。

## 私生活
サマー・グローは B.C. Women's Hospital & Health Centre といった幾つかの慈善団体に関わってきた。グローは動物愛好家であり、ロサンゼルス動物虐待防止協会を支援している。彼女は資金調達のためペット用のボウルに手塗りで装飾を施し、それは後にeBayで販売される。また、彼女は1995年に菜食主義者になったが、2005年に "（省略）この（同年の映画『セレニティー』）撮影が終わるまで、ステーキを食べていたわ" と述べた。グローは中国武術とキックボクシングを含む、複数の武道のフォームを習っていた。

## 出演作品
| 年代      | 題名                                                                             | 役名                                                 | 備考                                                  |
| --------- | -------------------------------------------------------------------------------- | ---------------------------------------------------- | ----------------------------------------------------- |
| 2002      | エンジェル Angel                                                                 | プリマ・バレリーナ                                   | エピソード："舞台袖"                                  |
| 2002-2003 | ファイヤーフライ 宇宙大戦争 Firefly                                              | リヴァー・タム                                       | シリーズのレギュラ、 14のエピソードに登場             |
| 2003      | コールドケース 迷宮事件簿 Cold Case                                              | ペイジ・プラット                                     | エピソード："ハレー彗星"                              |
| 2004      | スリープオーバー Sleepover                                                       | チケット・ガール                                     |                                                       |
| 2004      | CSI:科学捜査班 CSI: Crime Scene Investigation                                    | マンディ・クーパー                                   | エピソード："青の衝撃"                                |
| 2005      | セレニティー Serenity                                                            | リヴァー・タム                                       |                                                       |
| 2005-2007 | 4400 未知からの生還者 The 4400                                                   | テス・ドルナー                                       | 9のエピソードに登場                                   |
| 2006      | マンモス Mammoth                                                                 | ジャック・アバナシー                                 | TV映画                                                |
| 2006      | The Initiation of Sarah                                                          | Lindsey Goodwin                                      | TV映画                                                |
| 2006–2007 | ザ・ユニット 米軍極秘部隊 The Unit                                               | クリスタル・バーンズ                                 | 7のエピソードに登場                                   |
| 2008-2009 | ターミネーター:サラ・コナー クロニクルズ Terminator: The Sarah Connor Chronicles | キャメロン・フィリップス / アリソン・ヤング          | シリーズのレギュラー、 31のエピソードに登場           |
| 2009      | ビッグバン★セオリー/ギークなボクらの恋愛法則 The Big Bang Theory                 | 本人役                                               | エピソード："ターミネーター キャメロンVSオタクの法則" |
| 2009-2010 | ドールハウス Dollhouse                                                           | ベネット・ハルバーソン                               | 4のエピソードに登場                                   |
| 2010      | CHUCK/チャック Chuck                                                             | Greta                                                | エピソード："チャック VS 死の恐怖"                    |
| 2010      | Deadly Honeymoon                                                                 | Lindsey Ross Forrest                                 | TV映画                                                |
| 2010      | Superman/Batman: Apocalypse                                                      | カーラ / スーパーガール                              | 声のみ                                                |
| 2011      | The Legend of Hell's Gate: An American Conspiracy                                | Maggie Moon                                          | 完成                                                  |
| 2011      | ザ・ケープ 漆黒のヒーロー The Cape                                               | ジェイミー・フレミング / コード・ネーム “オーウェル” | シリーズのレギュラー、 10のエピソードに登場           |
| 2011      | キース・アーバンの歌 "Long Hot Summer" のミュージック・ビデオに出演              | 本人役                                               | ビデオのメイキングにクレジット                        |
| 2011-2012 | ALPHAS/アルファズ Alphas                                                         | スカイラー・アダムス                                 | 4のエピソードに登場                                   |
| 2012      | グレイズ・アナトミー 恋の解剖学 Grey's Anatomy                                   | エミリー・コヴァック看護師                           | エピソード "疑惑の香り" と "予期せぬ告白" に登場      |
| 2012      | Help for the Holidays                                                            | Christine Prancer                                    | TV映画                                                |
| 2012      | Knights of Badassdom                                                             | Gwen                                                 |                                                       |
| 2013      | Scent of the Missing                                                             | Sedona                                               | TV映画、ポスト・プロダクション                        |
| 2013      | HAWAII FIVE-0 Hawaii Five-0                                                      | マギー・ホアピリ                                     | シーズン3 エピソード16 "隠された伝統"                 |
| 2013      | ジョン・ディーの魔導書 -エバーモアの戦い- Knights of Badassdom                   | グウェン                                             |                                                       |
| 2013-2014 | ARROW/アロー Arrow                                                               | イザベル・ロチェフ                                   | 9のエピソードに登場                                   |
| 2016      | キャッスル 〜ミステリー作家は事件がお好き Castle                                 | ケンダル・フロスト                                   | シーズン8 エピソード14 "偉大なる探偵協会"             |